# L'Art pour l'art
« L'Art pour l'art » (en latin « Ars gratia artis ») est un concept apparu au début du XIXe siècle. Il énonce l'idée que la valeur intrinsèque de l'art est indépendante de toute fonction didactique, ou de toute utilité morale. Les travaux désignés par cette formule sont dits autotéliques, du grec ancien αυτοτελές / autotelés : « qui est à soi-même sa propre fin, son propre but ».

## Histoire

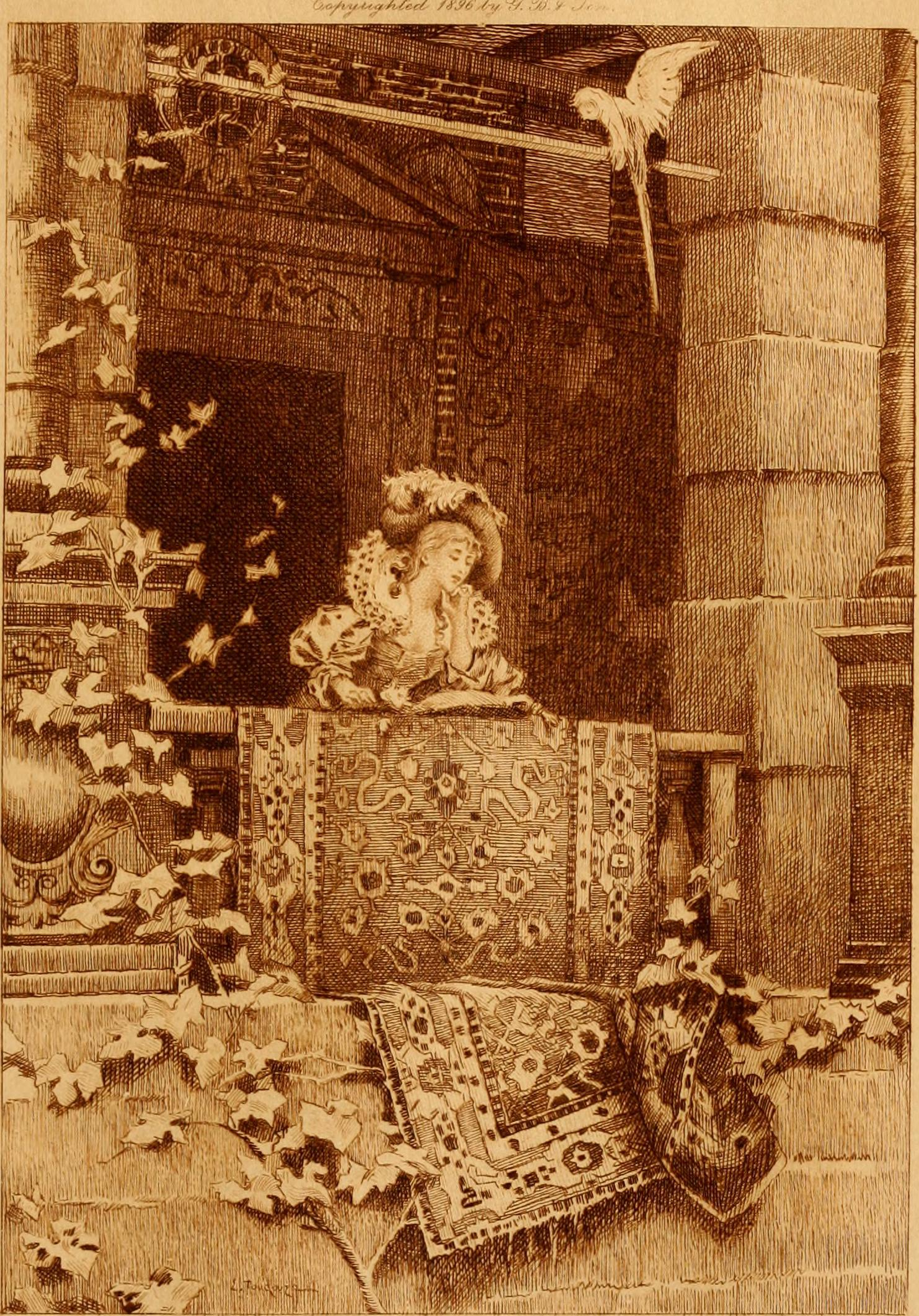
Illustration par Édouard Toudouze de l'édition de 1897 du roman Mademoiselle de Maupin de Théophile Gautier, où l'auteur y proclame sa conception de l'art.

La théorisation de « l'art pour l'art » est attribuée à Théophile Gautier (1811–1872). Elle apparaît dans la préface de Mademoiselle de Maupin en 1835 :

« À quoi bon la musique ? à quoi bon la peinture ? Qui aurait la folie de préférer Mozart à M. Carrel, et Michel-Ange à l’inventeur de la moutarde blanche ? Il n’y a de vraiment beau que ce qui ne peut servir à rien ; tout ce qui est utile est laid. […] Je préfère à certain vase qui me sert un vase chinois, semé de dragons et de mandarins, qui ne me sert pas du tout. »

Il est le premier à en faire un slogan[réf. nécessaire] mais l'idée le précède : elle apparaît par exemple dans les écrits de Victor Cousin, Benjamin Constant, et Edgar Allan Poe. Ce dernier déclare dans son essai Du Principe poétique (en) en 1850, que :

« Nous nous sommes mis dans la tête, qu’écrire un poème uniquement pour l’amour de la poésie, et reconnaître que tel a été notre dessein en l’écrivant, c’est avouer que le vrai sentiment de la dignité et de la force de la poésie nous fait radicalement défaut — tandis qu’en réalité, nous n’aurions qu’à rentrer un instant en nous-mêmes, pour découvrir immédiatement qu’il n’existe et ne peut exister sous le soleil d’œuvre plus absolument estimable, plus suprêmement noble, qu’un vrai poème, un poème per se, un poème, qui n’est que poème et rien de plus, un poème écrit pour le pur amour de la poésie. »

## Influences

### En France
C'est un crédo bohémien du XIXe siècle érigé contre ceux, de John Ruskin aux plus récents partisans du réalisme socialiste, qui pensent que la valeur de l'art est de servir un but moral ou didactique. « L'art pour l'art » affirme que l'art a une valeur comme art, et que le dessein artistique en est sa propre justification. Son application permettrait la neutralité de point de vue, voire la subversion[réf. nécessaire].
À la même période, ce slogan est aussi suivi par le mouvement parnassien en réaction au romantisme : il refuse de prendre un quelconque engagement politique ou social et il cherche la perfection artistique à travers le travail.

### En Angleterre
Le slogan « Art for art's sake » apparaît pour la première fois en anglais en 1868, simultanément :
- dans une critique de Walter Pater sur la poésie de William Morris, publiée dans le Westminster Review (en) ;
- et dans William Blake de Algernon Charles Swinburne.

Il est associé à la littérature anglaise et l'esthétisme alors en rébellion contre la morale victorienne[réf. nécessaire]. Une seconde version de la critique de Walter Pater apparaît en 1873 dans un des textes les plus influents de son mouvement : Studies in the History of the Renaissance.

### Aux États-Unis
Les tonalistes critiquent l'habitude faite depuis la Contre-Réforme du XVIe siècle de mettre l'art au service de l'état ou de la religion par les mots :

« L'art devrait être indépendant de tout claptrap — devrait se tenir seul […] et solliciter le vrai sens artistique de l’œil et de l'oreille, sans le confondre avec des émotions qui lui seraient entièrement étrangères, comme le dévouement, la piété, le patriotisme et le goût — »

— stop.,  James McNeill Whistler, fondateur du tonalisme
Il marque ainsi sa distance d'avec le sentimentalisme : dans sa déclaration, tout ce qui reste du romantisme est la confiance dans l'arbitrage qu'il fait de ses propres vision et perception[réf. nécessaire].

### En Allemagne
Le poète Stefan George est un des premiers artistes à le traduire en « Die Kunst für die Kunst » et à l'adopter pour une proclamation littéraire présentée dans sa revue Blätter für die Kunst en 1892. Il est principalement inspiré par Charles Baudelaire et les symbolistes français qu'il rencontre à Paris, étant ami avec Albert Saint-Paul et dans l'entourage de Stéphane Mallarmé[réf. nécessaire].

## Critiques

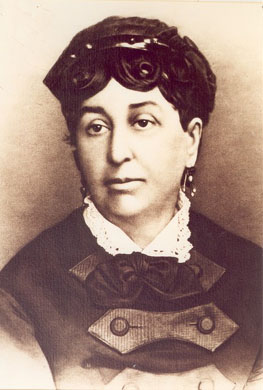
Photographie de George Sand, critique de l'Art pour l'art et contemporaine du Parnasse, mouvement littéraire qui diffusa ce credo.

George Sand écrit en 1872 que « l'art pour l'art est un vain mot. L'art pour le beau et le bon, voilà la religion que je cherche… ».
Dans le Crépuscule des idoles, Nietzsche propose une critique nuancée de l'art pour l'art : certes cette doctrine libère l'art du moralisme qui en limite la puissance mais ce n'est pas parce que l'art ne saurait se réduire à la poursuite d'une finalité morale que l'art n'a aucun but, sinon c'est « un serpent qui se mord la queue ». En réalité, selon Nietzsche, « l'art est le grand stimulant à la vie » : l'art va nécessairement dans le sens de l'instinct de l'artiste qui en tant qu'être vivant veut la puissance. Ainsi, l'artiste fait toujours l'éloge de ce qui lui semble aller dans le sens de la puissance. Loin de n'inciter à rien, ou encore moins d'inciter à la résignation comme le pensait Schopenhauer, le tragédien, par exemple, fait l'éloge de héros comme Antigone qui font preuve d'insoumission face aux autorités humaines, et ainsi d'une liberté supérieure et de bravoure face au danger ultime de la mort.
Walter Benjamin en débat dans son essai de 1936 L'Œuvre d'art à l'époque de sa reproductibilité technique : il le mentionne principalement par rapport à la réaction du milieu traditionnel[Lequel ?] de l'art face aux innovations de la reproduction, en particulier pour la photographie. Il a même défini ce slogan comme étant une « théologie de l'art » dénigrant les aspects sociaux. Dans l'épilogue de son essai, il disserte des liens entre le fascisme et l'art, son principal exemple étant celui du futurisme et de la pensée de son fondateur Filippo Tommaso Marinetti : un des slogans des fascistes futuristes italiens était : « Fiat ars - pereat mundus » (« Que l'art soit - périsse le monde »)[réf. nécessaire]. Par provocation, Walter Benjamin conclut que tant que le fascisme verra la guerre comme « un moyen de satisfaire une vision artistique elle-même influencée par la technologie » alors « l'art pour l'art » sera appliqué et réalisé.
Mao Zedong s'oppose à l'art pour l'art et associe ses partisans à l’aristocratie, à la bourgeoisie et au libéralisme :

« Dans le monde d’aujourd’hui, toute culture, toute littérature et tout art appartiennent à une classe déterminée et relèvent d’une ligne politique définie. Il n’existe pas, dans la réalité, d’art pour l’art, d’art au-dessus des classes, ni d’art qui se développe en dehors de la politique ou indépendamment d’elle. »

— Mao Zedong, Intervention aux causeries sur la littérature et l’art à Yenan
Des écrivains post-colonialistes contemporains écrivent :

« L'art pour l'art est juste un quelconque morceau de merde de chien désodorisé. »

— Chinua Achebe, Morning Yet on Creation Day

« C'est dire qu'en Afrique noire,« l'art pour l'art » n'existe pas. Tout art est social en Afrique noire. »

— Léopold Sédar Senghor, Négritude et humanisme
Ils critiquent ce slogan comme étant une vision limitée et eurocentriste de l'art et de la création artistique. LeRoi Jones les nuance en écrivant que « Tout art est social. Cependant, l'art et la littérature noirs africans ne sont pas seulement utiles […]. Bien au contraire. »

## Dans la culture populaire
La locution latine « Ars gratia artis » est inscrite dans le cercle autour de la tête du lion rugissant des séquences d'ouverture des films de la Metro-Goldwyn-Mayer.